# Erlanger (Mondkrater)
Erlanger ist ein kleiner Einschlagkrater auf dem Mond in der Nähe des Mondnordpols. Durch Lage und Form des Kraters ist der Boden von Erlanger einer der Orte, an denen man es für möglich hält, dass aus Kometeneinschlägen stammendes Eis auf dem Mond vorkommt.
Aus diesem Grund wurde der Krater mit einer Kombination der Mini-RF-Instrumente an Bord der beiden Sonden Chandrayaan-1 und Lunar Reconnaissance Orbiter auf Eis untersucht.
Der Krater wurde 2009 von der IAU nach Joseph Erlanger (1874–1965), einem amerikanischen Physiologen, benannt.

## Einzelnachweise

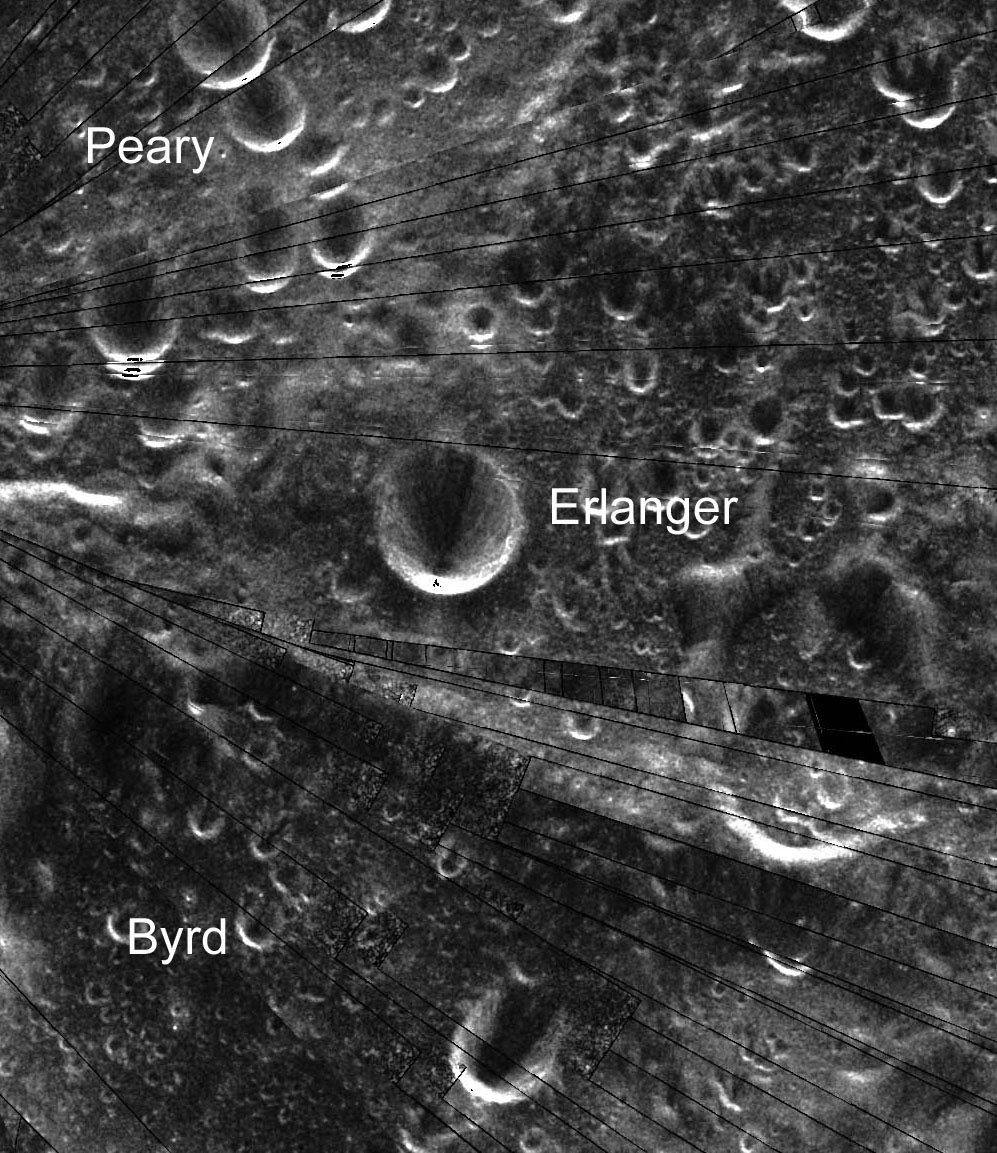
Mini-RF-Radarbild von Erlanger (Chandrayaan-1)

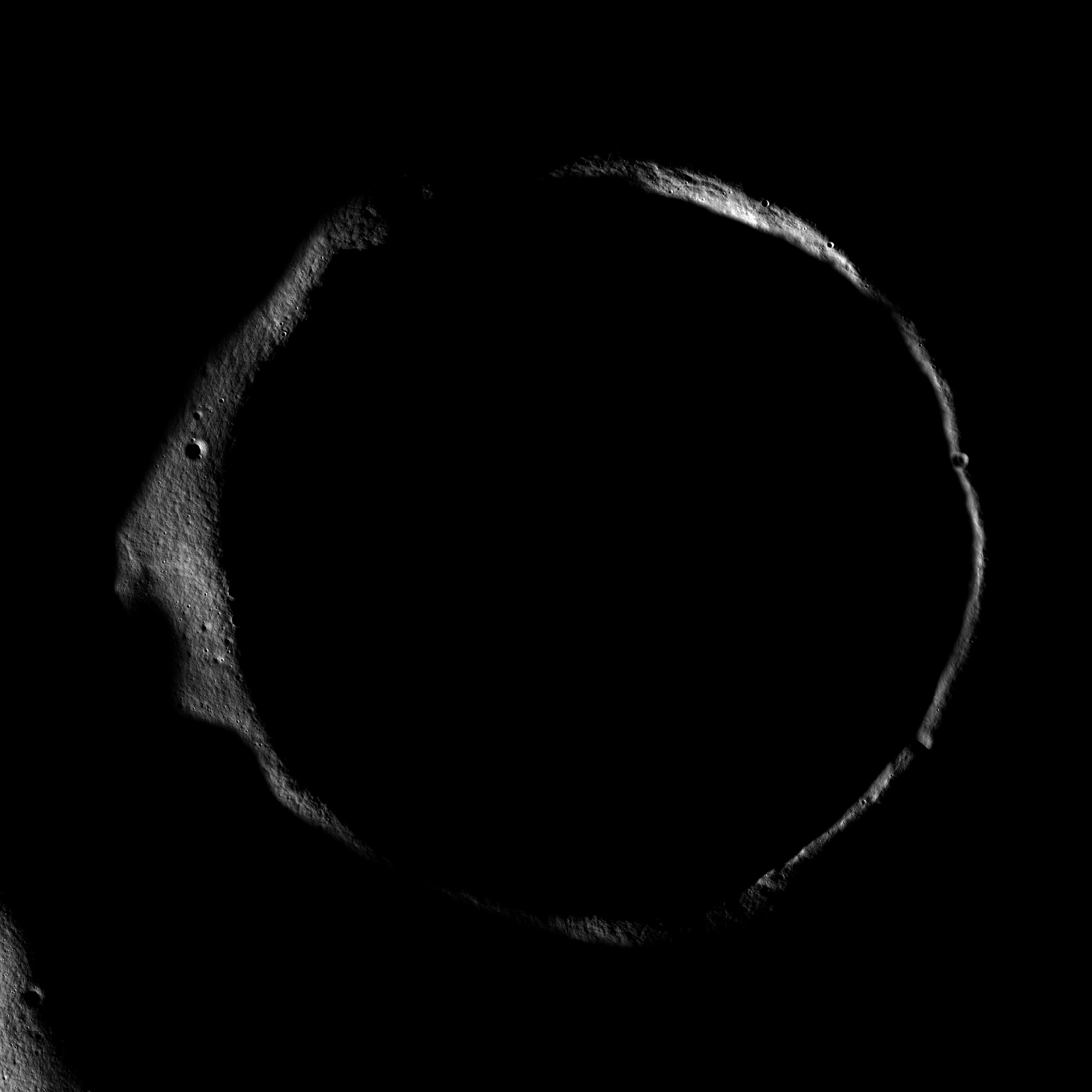
Erlanger bei Sonnenaufgang (Lunar Reconnaissance Orbiter)